# Hamëz Jashari

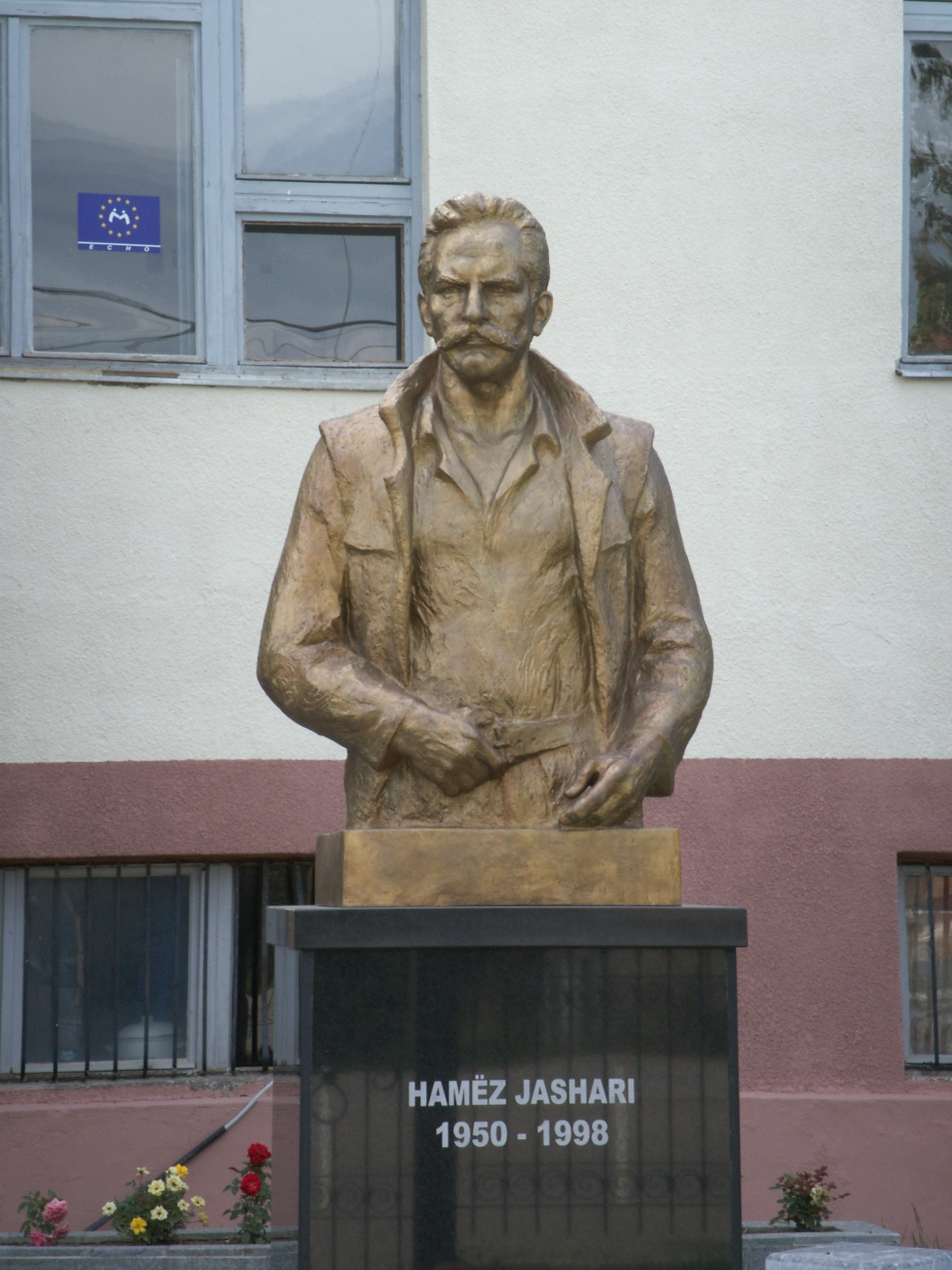
Monumentul lui Hamëz Jashari din Srbica

Hamëz Jashari (n. 1950, Prekaz, Iugoslavia - d. 5 martie 1998, Prekaz, RF Iugoslavia) a fost un luptător albanez din Kosovo și fratele lui Adem Jashari. A fost, de asemenea, un comandant al Armatei de Eliberare din Kosovo (UÇK). S-a alăturat fratelui său Adem în timpul războiului din Kosovo.
Pe 30 decembrie 1991, când cei doi frați se aflau acasă în Prekaz, poliția sârbă i-a încercuit. În ciuda artileriei grele folosite de sârbi, frații Adem și Hamëz, ajutați de câțiva luptători, au dezlănțuit primul asediu din Prekaz.
Ulterior, Adem și Hamëz au participat la câteva atacuri împotriva armatei sârbe.
Reședința Jashari-lor din Prekaz a fost încă odată atacată la data de 22 ianuarie 1998. Această încercare eșuată a trupelor sârbe a fost cunoscută ca al doilea asediu din Prekaz.
În cele din urmă, pe 5 martie 1999, satul Prekaz a fost înconjurat de forțele armatei sârbe. Adem și Hamëz și alți cincizeci de membrii ai familiei lor, au fost uciși de armata sârbă, unicul supraviețuitor fiica de 11 ani a lui Hamëz, Besarta.